# .bh
.bh (Bahrein) é o código TLD (ccTLD) na Internet para o Barém.